# 성신고등학교 (서울)
성신고등학교(聖神高等學校)는 서울특별시 종로구에 있었던 가톨릭 신부를 양성하기 위한 사립 고등학교이다.

## 연혁
- 1950년 : 개교
- 1983년 : 폐교[1]

## 같이 보기
- 가톨릭대학교
- 동성고등학교
- 동성중학교